# Fleury-sur-Orne

Fleury-sur-Orne este o comună în departamentul Calvados, Franța. În 1 ianuarie 2022 avea o populație de 5.622 de locuitori.

## Personalități născute aici
- Nicole Oresme (c. 1323 - 1382), filozof, om de știință.